# اچ‌ام‌اس پاورفول (۱۸۹۵)
اچ‌ام‌اس پاورفول (۱۸۹۵) (به انگلیسی: HMS Powerful (1895)) یک کشتی بود که طول آن ۵۰۰ فوت (۱۵۰ متر) بود. این کشتی در سال ۱۸۹۵ ساخته شد.